# Ljeskovac (Dvor)
Ljeskovac falu Horvátországban, Sziszek-Monoszló megyében. Közigazgatásilag Dvorhoz tartozik.

## Fekvése
Sziszek városától légvonalban 35, közúton 56 km-re délre, községközpontjától légvonalban 17, közúton 21 km-re északnyugatra a Báni végvidék déli részén, a Zrinyi-hegység területén fekszik.

## Története
A település területe már a történelem előtti időben lakott volt. Ezt bizonyítja a Đurići nevű településrészen található történelem előtti település maradványa és a falu határában talált szekerce, melyek a vučedoli kultúra idejéből származnak. Ezután területe sokáig lakatlan volt. Az 1683 és 1699 között felszabadító harcokban a keresztény seregek kiűzték a térségből a törököt és a török határ az Una folyóhoz került vissza. Ezután a török uralom alatt maradt Közép-Boszniából, főként a Kozara-hegység területéről és a Sana-medencéből  pravoszláv szerb családok érkeztek a felszabadított területekre. Az újonnan érkezettek szabadságjogokat kaptak, de ennek fejében határőr szolgálattal tartoztak. El kellett látniuk a várak, őrhelyek őrzését és részt kellett venniük a hadjáratokban. Ljeskovac benépesülése is a 17. században kezdődött, majd több hullámban a 18. században is folytatódott. 1696-ban a szábor a bánt tette meg a Kulpa és az Una közötti határvédő erők parancsnokává, melyet hosszas huzavona után 1704-ben a bécsi udvar is elfogadott. Ezzel létrejött a Báni végvidék (horvátul Banovina), mely katonai határőrvidék része lett. 1745-ben megalakult a Petrinya központú második báni ezred, melynek fennhatósága alá ez a vidék is tartozott.
1881-ben megszűnt a katonai közigazgatás és Zágráb vármegye Kostajnicai járásának része lett. 1857-ben 606, 1910-ben 858 lakosa volt. A 20. század első éveiben a kilátástalan gazdasági helyzet miatt sokan vándoroltak ki a tengerentúlra. 1918-ban az új szerb-horvát-szlovén állam, majd később Jugoszlávia része lett. A második világháború idején a Független Horvát Állam része volt. A háború után a béke időszaka köszöntött a településre. Enyhült a szegénység és sok ember talált munkát a közeli városokban. Ennek következtében újabb kivándorlás indult meg. Sok fiatal települt át a jobb élet reményében Glinára, Dvorra, Petrinyára, Bosanski Noviba. A falu 1991. június 25-én jogilag a független Horvátország része lett, de szerb lakói a Krajinai Szerb Köztársasághoz csatlakoztak. A falut 1995. augusztus 8-án a Vihar hadművelettel foglalta vissza a horvát hadsereg. A szerb lakosság többsége elmenekült. 2011-ben 57 állandó lakosa volt.

## Népesség
| Lakosság változása | Lakosság változása | Lakosság változása | Lakosság változása | Lakosság változása | Lakosság változása | Lakosság változása | Lakosság változása | Lakosság változása | Lakosság változása | Lakosság változása | Lakosság változása | Lakosság változása | Lakosság változása | Lakosság változása | Lakosság változása |
| ------------------ | ------------------ | ------------------ | ------------------ | ------------------ | ------------------ | ------------------ | ------------------ | ------------------ | ------------------ | ------------------ | ------------------ | ------------------ | ------------------ | ------------------ | ------------------ |
| 1857               | 1869               | 1880               | 1890               | 1900               | 1910               | 1921               | 1931               | 1948               | 1953               | 1961               | 1971               | 1981               | 1991               | 2001               | 2011               |
| 606                | 757                | 698                | 766                | 768                | 858                | 836                | 912                | 804                | 804                | 723                | 514                | 313                | 220                | 69                 | 57                 |

## Nevezetességei
- Urunk mennybemenetele tiszteletére szentelt pravoszláv kápolnája[4] a 18. században épült. Az egykori fatemplomnak ma csak romjai láthatók a Zuber településrész feletti sűrű erdőben. Romlását részben az időjárás viszontagságai, részben a faanyag rossz állapota, részben elhagyatottsága okozta. Miután a tető beomlott a csapadék a belső teret is tönkretette. A romokat 1982-ben állami védelem alá helyezték. Ekkor még állt a fazsindellyel fedett karcsú harangtorony, mely azóta szintén leomlott.
- Đurići történelem előtti település maradványai.
- A falun kívül egy a 20. század elején épített malom áll.
- Šušnjari nevű településrészén találhatók a település a legépebben megőrzött régi épületei, melyek emiatt a legmagasabb fokú védettséget élvezik. Az épületeket gazdagon díszítik fafaragások, mivel egykori tulajdonosaik faipari munkások voltak.